# Agenzia per l'Italia digitale
L'Agenzia per l'Italia digitale (abbreviata in AgID) è un'agenzia pubblica italiana istituita dal governo Monti. Sottoposta ai poteri di indirizzo e vigilanza del presidente del Consiglio dei ministri o del ministro da questi delegato, svolge le funzioni ed i compiti ad essa attribuiti dalla legge al fine di perseguire il massimo livello di innovazione tecnologica nell'organizzazione e nello sviluppo della pubblica amministrazione e al servizio dei cittadini e delle imprese, nel rispetto dei principi di legalità, imparzialità e trasparenza e secondo criteri di efficienza, economicità ed efficacia.
Compito rilevante dell'AgID è di accreditare o autorizzare i soggetti (pubblici o privati) che svolgono talune attività in ambito digitale (ad esempio conservazione sostitutiva, certificati digitali, marche temporali, PEC, intermediario PagoPA, ecc.).

## Caratteristiche ed obiettivi
La struttura incorpora ed eredita le competenze precedentemente assegnate all'Agenzia per la diffusione delle tecnologie per l'innovazione, a DigitPA e al Dipartimento per l'innovazione e le tecnologie della Presidenza del Consiglio dei ministri.

Secondo lo Statuto approvato a febbraio 2014 le finalità dell'Agenzia per l'Italia digitale sono: 
- Assicurare il coordinamento informatico delle amministrazioni statale, regionale e locale, con la finalità di progettare e monitorare l'evoluzione strategica del sistema informativo della pubblica amministrazione favorendo l'adozione di infrastrutture e standard che riducano i costi sostenuti dalle singole amministrazioni e migliorino i servizi erogati.
- Accreditare i soggetti certificatori in ambito digitale (CA - Certification Authority), ad esempio per il rilascio di un certificato digitale, SPID, conservazione sostitutiva, marca temporale, ecc., svolgendo perciò la funzione di RA - registration authority (con mandato pubblico cioè tecnico/politico).
- Perseguire l'ottimizzazione della spesa in materia informatica delle pubbliche amministrazioni attraverso il monitoraggio della relativa spesa corrente e il supporto alle amministrazioni pubbliche nazionali e locali nel raggiungimento di obiettivi di standardizzazione e revisione dei processi interni e di ottimizzazione della spesa informatica complessiva.
- Svolgere i compiti necessari per l'adempimento degli obblighi internazionali assunti dallo Stato nelle materie di competenza.
- Promuovere l'innovazione digitale nel Paese e contribuire alla creazione di nuove conoscenze ed alla diffusione di nuove opportunità di sviluppo economico, culturale e sociale collaborando con le istituzioni e gli organismi europei, nazionali e regionali aventi finalità analoghe, anche attraverso la stipula di accordi strategici.
- L'emanazione di linee guida, regolamenti e standard.
- La promozione di iniziative di alfabetizzazione informatica per i cittadini.

È membro dell'Istituto europeo per le norme di telecomunicazione (ETSI).
Nel 2023 si è avviato il previsto passaggio di consegne tra AgID e l'Agenzia per la cybersicurezza nazionale: ad esempio, ora è ACN a qualificare gli operatori che erogano servizi cloud per la PA.

## Organi e strutture
Gli organi direttivi dell'Agenzia sono:
- Direttore generale
- Comitato di indirizzo (abrogato con art. 27 del decreto-legge 6/11/2021, n. 152)
- Collegio dei revisori dei conti

### Direttore generale
Il direttore generale è il legale rappresentante dell'Agenzia, la dirige ed è responsabile della gestione e dell'attuazione delle direttive impartite dal presidente del Consiglio dei ministri o dal ministro da lui delegato (Ministro per l'innovazione e la digitalizzazione dal 2019 e dal 2022 il Sottosegretario all'innovazione tecnologica). 
Il direttore generale resta in carica per tre anni ed è rinnovabile.
I direttori dell'Agenzia che si sono susseguiti nella carica sono:
- Mario Nobile, 3/2023 - in carica
- Francesco Paorici, 1/2020 [6] - 1/2023
- Teresa Alvaro, 10/2018 [7] - 12/2019 (dimissioni) [8]
- Francesco Tortorelli, reggente 08/2018 - 9/2018 [9]
- Antonio Samaritani, 5/2015 - 7/2018 [10]
- Alessandra Poggiani, 8/2014 - 4/2015 (dimissioni)[11]
- Agostino Ragosa, 10/2012 - 7/2014 (dimissioni)[12]

### Il Comitato d'indirizzo
Il Comitato era l'organo di indirizzo strategico dell'Agenzia. È stato abrogato con art. 27 del decreto-legge 6/11/2021, n. 152.
Presiedeva il Comitato di indirizzo per il periodo dal 2014 al 2016 (poi rinnovato fino al 2021)
Giuseppe Stefano Quintarelli.

### Task force
Nel 2017 l'Agenzia per l'Italia Digitale ha lanciato la Task Force sull'intelligenza artificiale, che studia come la diffusione di soluzioni e tecnologie di IA influenza l'evoluzione dei servizi pubblici per migliorare il rapporto tra pubbliche amministrazioni e cittadini. Il consiglio di coordinamento della task force comprendeva 30 persone, compresi Maria Chiara Carrozza, Emilia Garito, Juan Carlos de Martin, Domenico Marino, Stefano Quintarelli e altri.

### Il Commissario straordinario di Governo per l'attuazione dell'Agenda digitale
Inoltre, pur non facendo parte dell'Agenzia, l'attuazione delle politiche di digitalizzazione da essa guidate sono state rafforzate, da parte del Governo, tramite Commissari straordinari con l'obiettivo di dare impulso alla digitalizzazione, anche grazie a poteri sostitutivi delle pubbliche amministrazioni secondo quanto disposto dall'art. 63 del decreto legislativo 26/8/16, n. 179:
- Luca Attias, DPCM 31 ottobre 2018 (e decreto-legge semplificazioni) - fino 31/12/2019
- Diego Piacentini, DPCM 16 settembre 2016 - fino 10/2018
- Francesco Caio, DPCM 28 giugno 2013 - fino 3/2014

Dal 1/1/2020 le funzioni del Commissario straordinario sono passate al Ministro per l'innovazione tecnologica e la transizione digitale.

### Il Difensore civico digitale
Il difensore civico digitale è previsto dall'art. 17 del Codice dell'Amministrazione Digitale a partire dal 26 agosto 2016. Chiunque può presentare al  difensore  civico  per  il  digitale,  attraverso apposita area presente sul sito istituzionale dell'AgID, segnalazioni relative a presunte violazioni del Codice e  di  ogni  altra norma in materia di digitalizzazione ed  innovazione  della  pubblica amministrazione.
Il difensore civico, accertata la violazione, la comunica al Direttore generale dell'AgID il possibile intervento sanzionatorio.

## Poteri sanzionatori
Ai sensi del Codice dell'Amministrazione Digitale, l'AgID ha anche le seguenti facoltà:
- A norma dell'art. 32-bis, di irrogare sanzioni ai "prestatori di servizi fiduciari qualificati, ai gestori di posta elettronica certificata, ai gestori dell'identità digitale e ai conservatori accreditati, che abbiano violato gli obblighi del Regolamento eIDAS o del [...] Codice relative alla prestazione dei predetti servizi".
- A norma dell'art. 18-bis, di vigilare,  verificare,  controllare e monitorare il rispetto delle disposizioni del Codice dell'Amministrazione Digitale e di ogni altra norma in  materia di innovazione tecnologica e digitalizzazione, e di sanzionare le pubbliche amministrazioni inadempienti.

## Riferimenti normativi
- Artt. 19-22 del decreto-legge 22 giugno 2012, n. 83 - Misure urgenti per la crescita del Paese.
- Decreto legislativo 7 marzo 2005, n. 82 - Codice dell'Amministrazione Digitale.
- Artt. 8-9 del decreto legislativo 30 luglio 1999, n. 300 - Riforma dell'organizzazione del Governo, a norma dell'art. 11 della legge 15 marzo 1997, n. 59.